# Cầu Waldschlösschen
Cầu Waldschlösschen (tiếng Đức: Waldschlößchenbrücke or Waldschlösschenbrücke) là một cây cầu xây dựng bắc qua sông Elbe ở Dresden. Cây cầu này dự tính được xây để giải tỏa tắc nghẽn giao thông nội thị trong thành phố. Việc quy hoạch xây dựng cây cầu này gây tranh cãi lớn khi Thung lũng Elbe ở Dresden là một di sản thế giới của UNESCO và tổ chức này đã quan ngại sâu sắc về việc cây cầu này sẽ phá hủy tính toàn vẹn của di sản.. Và kết quả là Thung lũng Elbe ở Dresden đã bị liệt vào danh sách di sản thế giới bị đe dọa và sau đó là bị loại khỏi danh sách vào năm 2009.